# Кійосато

43°50′7″ пн. ш. 144°35′40″ сх. д. / 43.83528° пн. ш. 144.59444° сх. д.
Кійоса́то (яп. 清里町, きよさとちょう, МФА: [kʲijosato t͡ɕoː]) — містечко в Японії, в повіті Сярі округу Охотськ префектури Хоккайдо. Станом на 1 жовтня 2008 року площа містечка становила 402,73 км². Станом на 31 березня 2017 населення містечка становило 4180 осіб.